# Echiodon dawsoni
Echiodon dawsoni är en fiskart som beskrevs av Williams och Shipp 1982. Echiodon dawsoni ingår i släktet Echiodon och familjen nålfiskar. Inga underarter finns listade i Catalogue of Life.